# Мятлик оттянутый
Мятлик оття́нутый, или Мятлик оття́нуточешу́йный (лат. Poa attenuáta), — вид травянистых растений рода Мятлик (Poa) семейства Злаки (Poaceae).

## Ботаническое описание
Многолетнее травянистое растение. Образует дерновинки, корни волокнистые. Стебель 20—30 см высотой, тонкий, более или менее приподымающийся, голый, гладкий, с 4—5 узлами, до средины облиственный. Листья узколинейные, щетиновидно-свёрнутые; язычок до 2,5 мм длиной.
Метёлка сжатая, продолговатая, 4—7 см длиной и около 1,5 см шириной, слегка окрашенная, с короткими, 0,4—2 см длиной, шершавыми веточками, сидящими по 1—3 вместе. Колоски ланцетные, 4—5 мм длиной, 3—5-цветковые, с голою осью; колосковые чешуи узколанцетные, почти одинаковые, 2,5—3 мм длиной; нижняя цветковая чешуя узколанцетно-заострённая, 3—3,5 мм длиной, с неясным жилкованием, голая, только в нижней части киля и боковых жилок коротко опушённая, при основании с соединительными волокнами. Цветение и плодоношение в июле — августе, 2n=28.

## Распространение и экология
Средняя и Центральная Азия, Западная (Алтай) и Восточная Сибирь. На лужайках, каменистых склонах, галечниках, в нагорных степях, на степных альпийских лугах.